# Corybas roseus
Corybas roseus är en orkidéart som först beskrevs av Erwin Emil Alfred Janchen, och fick sitt nu gällande namn av Erwin Emil Alfred Janchen och Johannes Jacobus Smith. Corybas roseus ingår i släktet Corybas, och familjen orkidéer. Inga underarter finns listade i Catalogue of Life.